# WCW World Television Championship
Het WCW World Television Championship was een professioneel worstelkampioenschap in World Championship Wrestling.

## Geschiedenis
In 1974 creëerde de Amerikaanse worstelorganisatie, Mid-Atlantic Wrestling, deze titel als een secundaire titel en werd bekend als het Mid-Atlantic Television Championship. Enkele jaren later werd de titel vernoemd tot NWA Television Championship. Al snel begon de Mid-Atlantic Wrestling (later bekend als Jim Crockett Promotions en uiteindelijk tot World Championship Wrestling) groeien tot een bekende organisatie, werd de titel opnieuw vernoemd tot NWA World Television Championship. Wanneer de WCW zich afsplitste van de National Wrestling Alliance, vernoemde de WCW deze titel tot WCW World Television Championship. Op 10 april 2000 besloten de WCW-eigenaren Vince Russo en Eric Bischoff om deze titel op te bergen.

## Statistieken
| Record            | Recordhouder(s)                    | Record in cijfers | Aantekeningen |
| ----------------- | ---------------------------------- | ----------------- | --- |
| Meeste periodes   | Booker T                           | 6                 | Op de voet gevolgd waren Ivan Koloff en Paul Jones met 5 periodes.                                                            |
| Langste periode   | Tully Blanchard                    | 353 dagen         | Blanchard veroverde de titel van Mark Youngblood op 28 maart 1984 en moest op 16 maart 1985 de titel aan Dusty Rhodes.        |
| Kortste periode   | Lex Luger, Chris Benoit & Booker T | 1 dag             | |
| Oudste kampioen   | Jim Duggan                         | 46 jaar           | Op 16 december 2000 vond hij op 46-jarige leeftijd de verloren titel in het vuilniswagen en verklaarde zichzelf tot kampioen. |
| Jongste kampioen  | Alex Wright                        | 22 jaar           | Op 22 juli 1997, op Clash of the Champions XXXV, veroverde hij de titel van Último Dragón.                                    |
| Zwaarste kampioen | Stevie Ray                         | 131 kg            | |
| Lichtste kampioen | Último Dragón                      | 82 kg             | |